# Oncholaimus rhopalocercus
Oncholaimus rhopalocercus is een rondwormensoort uit de familie van de Oncholaimidae. De wetenschappelijke naam van de soort is voor het eerst geldig gepubliceerd in 1942 door Schuurmans Stekhoven.